# 鈴木大 (漫画家)
鈴木 大（すずき だい）は、日本の漫画家。ほかに鈴木 ダイ名義を使用。おもに『週刊少年チャンピオン』など秋田書店発行の漫画雑誌で作品を発表している。

## 作品リスト

### 連載・シリーズ作品
- A.-D.O.G.S.（原作：北嶋博明、『週刊少年チャンピオン』2001年52号 - 2002年29号、全3巻）、鈴木ダイ名義
- クズ!! 〜アナザークローズ 九頭神竜男〜（『ヤングチャンピオン』2012年No.5[1] - 2021年No.16、全23巻）、鈴木大名義
- クローズLADIES（『月刊少年チャンピオン』2009年10月号 - 掲載、全1巻）、鈴木大名義[注釈 1]
- ドロップ（原作：品川ヒロシ、キャラクターデザイン：高橋ヒロシ、『月刊少年チャンピオン』2007年4月号 - 2011年7月号、全14巻）、鈴木大名義
- ドロップOG アウト・オブ・ガンチュー（原作：品川ヒロシ、キャラクターデザイン：髙橋ヒロシ『月刊少年チャンピオン』2011年8月号[2] - 2020年2月号[3]、全26巻）、鈴木大名義
- デスルデス（日本文芸社『コミックヘヴン』Vol.1[4] - 連載、全4話）、鈴木大名義
- B.A.D（『月刊少年チャンピオン』連載、全3巻）、鈴木ダイ名義
- 春道（キャラクター協力：高橋ヒロシ、『ヤングチャンピオン』2009年No.8[5] - 2011年No.2、全3巻）、鈴木大名義
- BANZAI（『月刊少年チャンピオン』連載、全2巻）、鈴木ダイ名義
- BANG!!!2（『月刊少年チャンピオン』連載、全6巻）、鈴木ダイ名義
- MASTER GUN MASTER（『週刊少年チャンピオン』2004年39号 - 2005年32号、全5巻）、鈴木ダイ名義
- 極殺道 -グレゴール-（『ヤングチャンピオン』2022年No.14 - 、既刊4巻）、鈴木大名義

### 読み切り作品
- ラブリードール レッドリバー（『週刊少年チャンピオン』2002年33号掲載、単行本未収録）、鈴木ダイ名義
- マキノリ（『別冊少年チャンピオン』2016年7月号[6]）、鈴木大名義
- クローズLadies
  - クローズLADIES（『画業20周年記念企画高橋ヒロシトリビュートコミック集 かってに高橋ヒロシ』収録、2010年6月8日発売[7]）、鈴木大名義
  - クローズLadies（『月刊少年チャンピオン』2016年2月号[8]→『クローズ リスペクト』（2016年）収録[9]）、『クローズ』トリビュート企画[9]、鈴木大名義
  - クローズLadies（『月刊少年チャンピオン』2019年9月号[10]→『クローズリスペクト』（2019年）収録[11]）、『クローズ』トリビュート企画[10]、鈴木大名義

### 原作担当作品
- ブリーチャーズ（作画：山口陽史、『月刊少年チャンピオン』掲載、全1巻）、鈴木大名義
- WORST外伝 ゼットン先生（原案：高橋ヒロシ、漫画：山本真太朗、『月刊少年チャンピオン』2020年8月号[12] - ）、鈴木大名義

### その他
- SP☆なかてま『B.M.N.ジャパン』完結イラスト付きコメント（『月刊少年チャンピオン』2009年8月号[13]）
- 高橋ヒロシ画業20周年お祝いイラスト付きメッセージ（『月刊少年チャンピオン』2009年11月号[14]）
- 『カプ本』Vol.1付録小冊子（2011年9月20日発売[15]） - トリビュートイラスト掲載[15]